# Convento de Cabeza de Alba
El Convento Cabeza de Alba está localizado en Horta, a medio camino entre las localidades de Corullón y Toral de los Vados, en la provincia de León. Está dedicado a Nuestra Señora Cabeza de Alba. Pedro Osorio lo evocó a la Virgen María de Cabeza de Alba tras su restauración y su construcción data del siglo XV. Vinculado a la Orden Franciscana hasta la llegada de la desamortización de Mendizábal.

## Historia

### Historia de la construcción
Las referencias más antiguas señalan que aquí vivían como penitentes de la Orden Tercera de San Francisco: Diego García y Fernando Pérez, los cuales edificaron una ermita con función de oratorio en el año 1423.
En el año 1441 estaba en estado de ruinas y en 1444 Pedro Álvarez Osorio, señor de Cabrera y Ribera y posteriormente conde de Lemos, consiguió una bula del papa Eugenio IV con permiso para su restauración.

### Lugar de retiro y cárcel
Primero fue casa de Observancia (cumplimiento de manera estricta de las reglas de la orden), y luego de Recolección (atención a Dios con abstracción de lo que les pueda distraer). De esta forma se convirtió en un lugar referente para el retiro espiritual de monjes franciscanos de todo el noroeste español.

Aquí estuvo recluido el clérigo Antonio José Ruiz de Padrón, político canario natural de La Gomera, perteneciente a la Orden titular del convento de Corullón que más tarde se convirtió en sacerdote y posteriormente en diputado de las Cortes de Cádiz de 1812, siendo uno de los principales impulsores de la abolición del Voto de Santiago y de la Inquisición, por lo que fue procesado y encerrado en el Seminario de Astorga donde pasó diecisiete meses hasta que por sentencia del Tribunal Diocesano fue condenado a retiro perpetuo en el convento de Cabeza de Alba donde permaneció desde finales de 1814 hasta 1816 que fue liberado después de que la sentencia fuere recurrida y revocada.

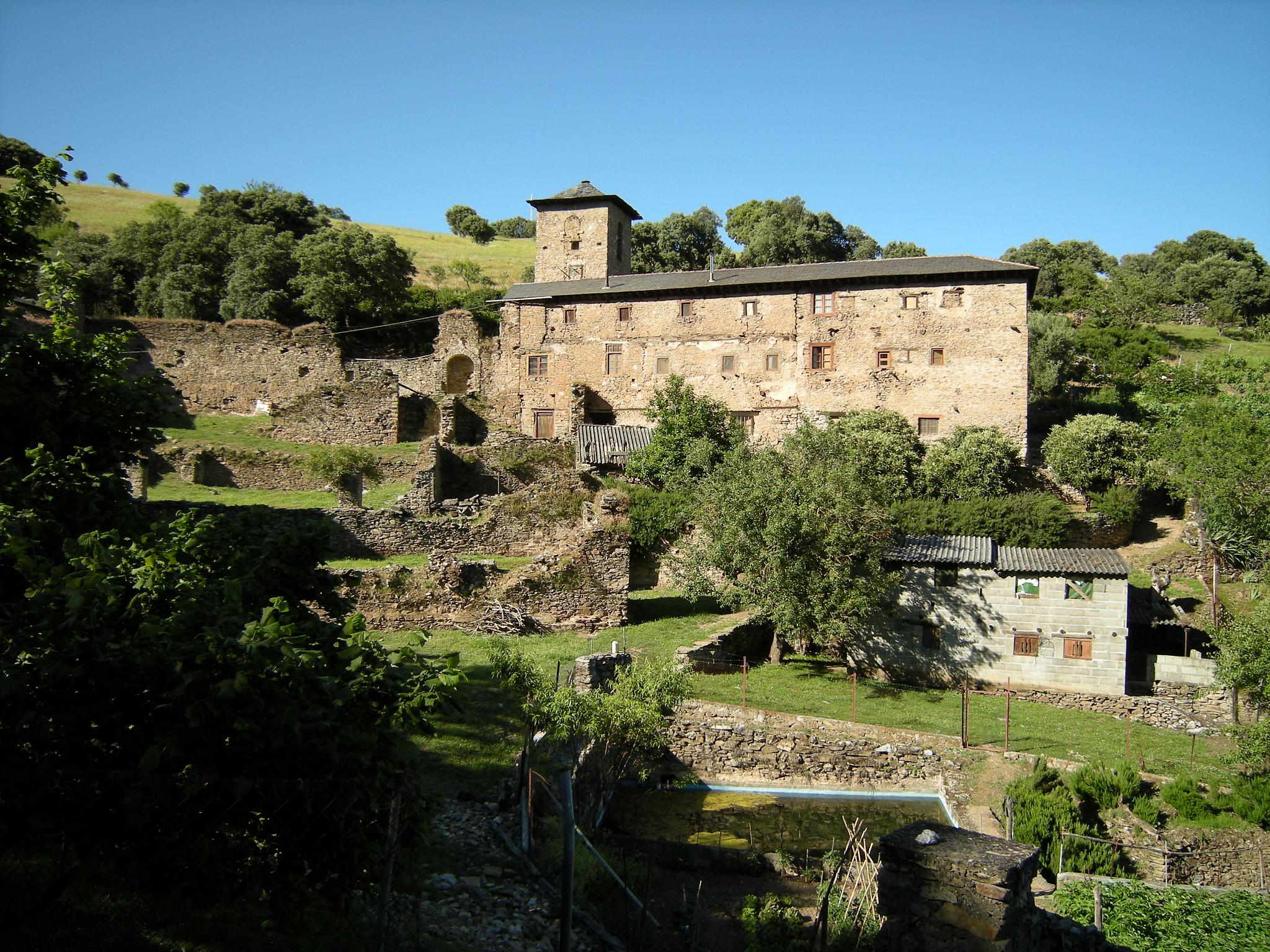

### Decadencia
A mediados del siglo XVIII en el convento había 25 monjes. En 1824 sus retablos e imágenes fueron llevados a Corullón y en 1834 a causa de la desamortización, los franciscanos se vieron obligados a abandonar el convento de Cabeza de Alba. Desde 1848 es propiedad privada dedicada a labores de labranza con más de 30 hectáreas en propiedad.

## Actualidad
En la actualidad solo se puede observar los restos de los muros, arcos y el caserón con la torre cuadrada principal del convento.